# アヴェスター
『アヴェスター』（英: Avestā）は、ゾロアスター教の聖典である。現代ペルシア語ではアヴェスターと発音するが、中期ペルシア語ではアパスターク (Apastāk)、あるいはアベスターグ (Abestāg) と呼ばれていた。アヴェスターとは、中期ペルシア語で「原典」を意味すると考えられている。

## 概要

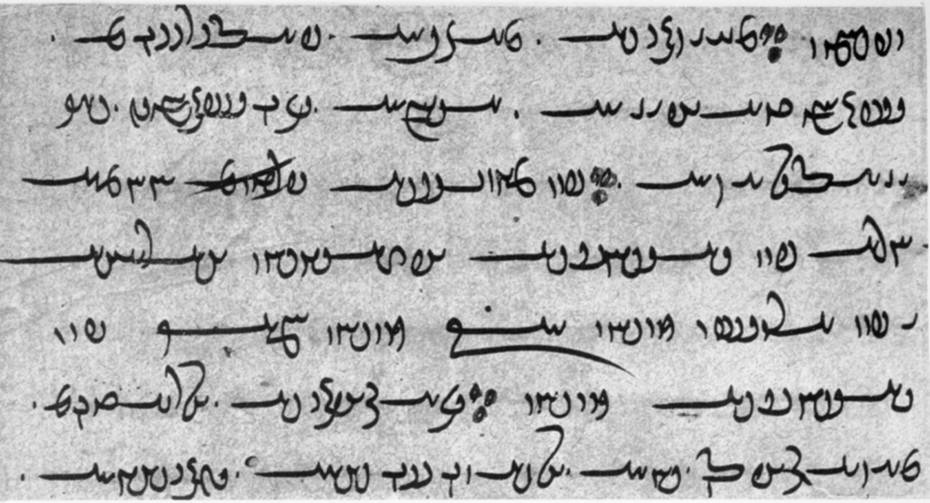
『アヴェスター』ヤスナ28章「ガーサー」

紀元前1000年頃にイラン北東部で話されていたと思われる、インド・イラン語派の方言で記述されている。これは『アヴェスター』以外に用例が見つかっていないため、アヴェスター語と呼ばれる。アケメネス朝時代には編纂されていたが、前330年にアレクサンドロス大王がこれを滅ぼした際の混乱で散逸した。その後、サーサーン朝が成立して間もない3世紀頃に再び作られ、現在まで伝わる形となったと見られる。長らく口承によって伝えられており、6世紀頃にアヴェスター文字で書物へと音写された。元々は21部にわたる構成だったらしいが、イスラム教の迫害を受けて破壊されたため、現存するテキストは4分の1に過ぎない。
『アヴェスター』は、ゾロアスター教の開祖・ザラスシュトラの時代の宗教文学を断片的に集めたものである。その内容は「古代イランの様々な種族なり宗教観の相克を反映」していると評価され、その解釈には様々な学説が提示されている。言語学的には二つの層に分けることができ、最も古い部分はザラスシュトラ自身の言葉で記された『ガーサー』(Gāθā) という賛歌である。これは「歌」を意味する韻文の説教であり、前600年頃のものと考えられていて、インドのベーダ梵語の状態に近い。一方、大部分を占めるその他の部分は前300年頃までに成立したと思われ、「後期アヴェスター」と称されている。この箇所はかなり言語的に崩れているものの、一部にはガーサーの時代の内容が含まれる。

## 構成
その内容は、善悪二元論の神学、神話、神々への讃歌、呪文等から成り、大きく分けて以下の5部からなる。
ヤスナ (Yasna)

祭儀書。全72章からなる。そのうち17章は、開祖であるザラスシュトラ自身の作と考えられている『ガーサー』(Gāθā) と呼ばれる韻文詩で、言語学的に一番古層を示し、特にガーサー語 (Gathic Avestan, 古代アヴェスター語 - Old Avestanとも) と呼ばれる。
ウィスプ・ラト (Visp-rat)

『ヤスナ』に手を加えた補遺的小祭儀書。「ウィスプ・ラト」とはアヴェスター語のウィースペ・ラタウォー (vīspe ratavō) が転訛した物で「全ての権威者」を意味する。「権威者」とはここでは神々を指し、内容も神々を召喚し讃えるものとなっている。
ウィーデーウ・ダート (Vīdēv-dāt)

除魔書。『ヴェンディダード』(Vendidād) ともいう。『レビ記』にも比される宗教法の書で、清めの儀式次第などを説く。聖王イマ (Yima、インド神話のヤマに相当) とその黄金時代に関する神話などを含む。
ヤシュト (Yašt)

21の神々に捧げられた頌神書。言語的には『ガーサー』より新しいが、内容はより古いものと考えられている。ゾロアスター教神学完成以前のインド･イラン共通時代の神話が見られる。第19章にはイラン最古の英雄伝説が描かれており、後の『シャー・ナーメ』にも多くが取り入れられている。
ホゥワルタク・アパスターク (Xvartak Apastāk)

『アヴェスター』の簡易版。『ホルダ・アヴェスター』(Xordah Avestā) とも言う。日常的に使用する比較的短い祈祷文を集めたもの。

## 歴史
『アヴェスター』は、アケメネス朝期の古代ペルシア語とは異なる言語（ガーサー語・アヴェスター語）で、1200枚の牛皮に筆録されていたが、大部分がアケメネス朝の滅亡時に一旦失われた（これを否定する説もある）。
サーサーン朝期に書籍化が試みられた。アヴェスター語をパフラヴィー文字に書き換えるとき、表記できない音があったため、キリスト教パフラヴィー文字やギリシア文字を借用して、新たにアヴェスター文字が作られた。アヴェスター語の方が遥かに古いものの、表記用の文字が発明されたのはパフラヴィー語の後塵を拝した。サーサーン朝期に『アヴェスター』が編纂されたのは、明確な教義・聖典を持ったキリスト教・仏教・マニ教などの台頭に対抗する必要があったためである。また、この頃既にザラスシュトラ時代の呪術が知識人の知的好奇心を満たせるものではなくなっていたことも、聖典整備の一因とされている。
しかし、『聖書』や『クルアーン』のように当初から教徒の間で広くその権威が認められたわけではなかった。『アヴェスター』が書かれたペルシア州から離れた地域では、8世紀になっても一般信徒の間で『アヴェスター』の存在が知られておらず（または理性的に語る聖典とは見られておらず）、ザラスシュトラも（少なくとも預言者としては）認識されていなかった。さらに神官でも『アヴェスター』を知らず、それとかなり異なる教義を信じていた節がある。
その来世観や終末論などの教義がセム的一神教や仏教などに影響を与えたという説もある。

### 研究文献
- 野田恵剛訳『原典完訳 アヴェスタ　ゾロアスター教の聖典』国書刊行会、2020年。ISBN 4336063826
- 野田恵剛『後期アヴェスタ語文法』大学教育出版、2014年。ISBN 4864292930